# アルベルトとニコラース・ルーベンスの肖像
『アルベルトとニコラース・ルーベンスの肖像』（アルベルトとニコラース・ルーベンスのしょうぞう、独: Porträt des Albert und Nikolaus Rubes、英: Portrait of Albert and Nikolaus Rubens）は、フランドルのバロック期の巨匠ピーテル・パウル・ルーベンスが板上に油彩で制作した肖像画で、ルーベンスと彼の最初の妻イザベラ・ブラントとの間の2人の息子アルベルト・ルーベンス (1614-1657年) とニコラ―ス・ルーベンス (1618-1655年) の姿を表している。妻と娘のクララ・セレーナ (Clara Serena) を失って、彼ら2人の息子だけがルーベンスに残された家族となった1626-1627年ごろに制作されたものであろう。作品は1712年以前にリヒテンシュタイン侯爵ヨハン・アダム・アンドレアスに購入され、現在、ウィーンのリヒテンシュタイン美術館に所蔵されている。

## 作品
アルベルトとニコラース、そしてクララ・セレーナは小さいころ、父親のルーベンスの画中の幼児イエス・キリストや天使のモデルになったと考えられるが、本作はアルベルトとニコラ―スの肖像自体を目的として、しかも本来なら王侯にふさわしい等身大全身肖像画の形式で描かれている。
画中のアルベルトは13歳ごろ、ニコラースは9歳頃である。ニコラースは鑑賞者に注意を向けることなく、リボンを結びつけたヒワと遊ぶこと (子供に人気のある遊戯であった) に夢中になっている。アルベルトは真剣な表情で、かなり大人びて見えるが、それは優雅な服装と打ち解けた優雅なポーズに多くを負っている。父親のルーベンスから書物をよく読み、古代の書物について学ぶよう奨励されていたため、アルベルトは13歳で初のラテン語の詩を出版した。アルベルトが手に持っている本は、確実に彼の博識を示唆する。アルベルトはルーベンスの自慢の息子であったらしく、友人ヘファルツィウス宛の手紙 (1628年12月29日) で、彼を「私の分身」と呼んでいる。最終的にアルベルトは、当時最も尊敬された古代学者の1人となった。2人の兄弟たちの相違は年齢だけでなく、性格にもよるものなのかもしれない。
本作には隠された別の意味もあるかもしれない。古代ローマの博物学者プリニウスは、古代ギリシアの最も著名な画家たちに関する論考でパルハシウス (Parrhasius) という画家について触れ、パルハシウスが2人の子供たちの肖像において彼らの年齢に応じた落ち着きと無邪気さを描いたと記している。研究者ヘルト (Held) よれば、ルーベンスは本作を描くにあたり、パルハシウスの絵画のことを念頭に置いていた。アルベルトの本とニコラースの鳥は、それぞれの年齢の課題である勉学と遊びを象徴すると考えられる。